# Остапчук, Виктор Николаевич
Виктор Николаевич Остапчу́к (укр. Віктор Миколайович Остапчук; род. 16 мая 1955, Магнитогорск, РСФСР) — Герой Украины (2004), Заслуженный работник транспорта Украины (2001), Народный депутат Украины VII, VIII созыва, доктор технических наук.
Бывший начальник Южной железной дороги.

## Биография
Родился 16 мая 1955 года в г. Магнитогорск Челябинской области, куда в начале войны была эвакуирована из Житомирской области его семья.
25 декабря 2018 года включён в санкционный список России.

## Образование
- С 1972 по 1977 год учился в Харьковском институте инженеров железнодорожного транспорта им. С.М. Кирова на механических факультете «Тепловозы и тепловозное хозяйство»
- Сентябрь 1998 года — июль 2000 года — получал образование в Институте переподготовки и повышения квалификации кадров Харьковской государственной академии железнодорожного транспорта, где ему была присвоена квалификация магистра по специальности «Подвижной состав и специальная техника железнодорожного транспорта. Локомотивы»
- Май 1998 года — избран член-корреспондентом Транспортной Академии Украины.
- Май 2000 года — избран действительным членом (академиком) Транспортной Академии.
- Июнь 2000 года — присвоена степень кандида технических наук по специальности «Технология машиностроения».
- Декабрь 2001 года — избран действительным членом (академиком) Международной Академии компьютерных наук и систем по производственному направлению «Информатизация железных дорог».
- Октябрь — ноябрь 2001 года — обучение по профессиональной программе повышения квалификации государственных служащих I - IV категорий в Институте повышения квалификации руководящих кадров Украинской Академии государственного управления при Президенте Украины.
- Апрель 2007 года — присвоено учёное звание доцента кафедры материалов и технологии изготовления изделий транспортного назначения Украинской государственной академии железнодорожного транспорта.
- Апрель — июнь 2011 года — повышение квалификации в Институте переподготовки и повышения квалификации кадров Харьковской государственной академии железнодорожного транспорта по актуальным вопросам развития железнодорожного транспорта.
- Март 2012 года — присуждена учёная степень доктора технических наук по специальности «Эксплуатация и ремонт средств транспорта».
- Январь 2014 года — присвоено учёное звание профессора кафедры материалов и технологии изготовления изделий транспортного назначения Украинской государственной академии железнодорожного транспорта.

## Трудовая деятельность
- 8 октября 1977 — работал в цехе периодического ремонта локомотивного депо им. С.М.Кирова станции Основа Южной железной дороги (Харьков)  — бригадир цеха периодического ремонта локомотивного депо.
- Октябрь 1977 — май 1979 — служил в армии.
- Май 1979 — январь 1982 — продолжил работу в локомотивном депо им. С. М. Кирова станции Основа Южной железной дороги (Харьков), но уже как старший мастер локомотивного депо.
- Январь 1982 — декабрь 1986 — дорожный центр научно-технической информации, технический отдел Южной железной дороги (Харьков) — заместитель начальника дорожного центра, начальник Бюро рационализации и изобретательства — заместитель начальника технического отдела железной дороги.
- Декабрь 1986 — май 1990 — партийный комитет Управления ЮЖД (Харьков) — секретарь партийного комитета.
- Май 1990 — ноябрь 1995 — начальник электровозного депо «Октябрь» Южной железной дороги (Харьков).
- Ноябрь 1995 — ноябрь 1997 — начальник хозрасчётной службы локомотивного хозяйства Южной железной дороги (Харьков).
- Ноябрь 1997 — апрель 2000 — главный инженер Южной железной дороги (Харьков).
- Апрель — май 2000 — первый заместитель начальника Южной железной дороги (Харьков).
- Май 2000 — июнь 2005 — начальник Южной железной дороги (Харьков).
- Июнь — декабрь 2005 — Украинская государственная академия железнодорожного транспорта (Харьков) — проректор по учебной работе и практической подготовки студентов Украинской государственной академии железнодорожного транспорта.
- Декабрь 2005 — ноябрь 2012 — начальник Южной железной дороги (Харьков).

## Общественно-политическая деятельность
С 2000 года — Почётный Президент волейбольного клуба «Локомотив» (Харьков). С 2013 года — Почётный Президент Общественного союза «Социальное движение уважения». С 2014 года — Президент Общественной организации «Федерация синхронного плавания Украины». С 2015 года — член Национального олимпийского комитета Украины. Почётный председатель попечительского совета Люботинской школы-интерната. В 1990 и 1998 годах избирался депутатом Ленинского районного совета г. Харькова. В 2002 и 2006 годах — избирался депутатом Харьковского областного совета.
- 2012 — Народный депутат Украины VII созыва, избирательный округ № 177, Харьковская область, самовыдвижение.
- 27 ноября 2014 года — Народный депутат Украины VIII созыва. Избирательный округ № 177, Харьковская область, самовыдвижение.
- Фракция — член депутатской группы "Партия «Возрождение».
- Должность — член Комитета Верховной Рады Украины по вопросам транспорта.

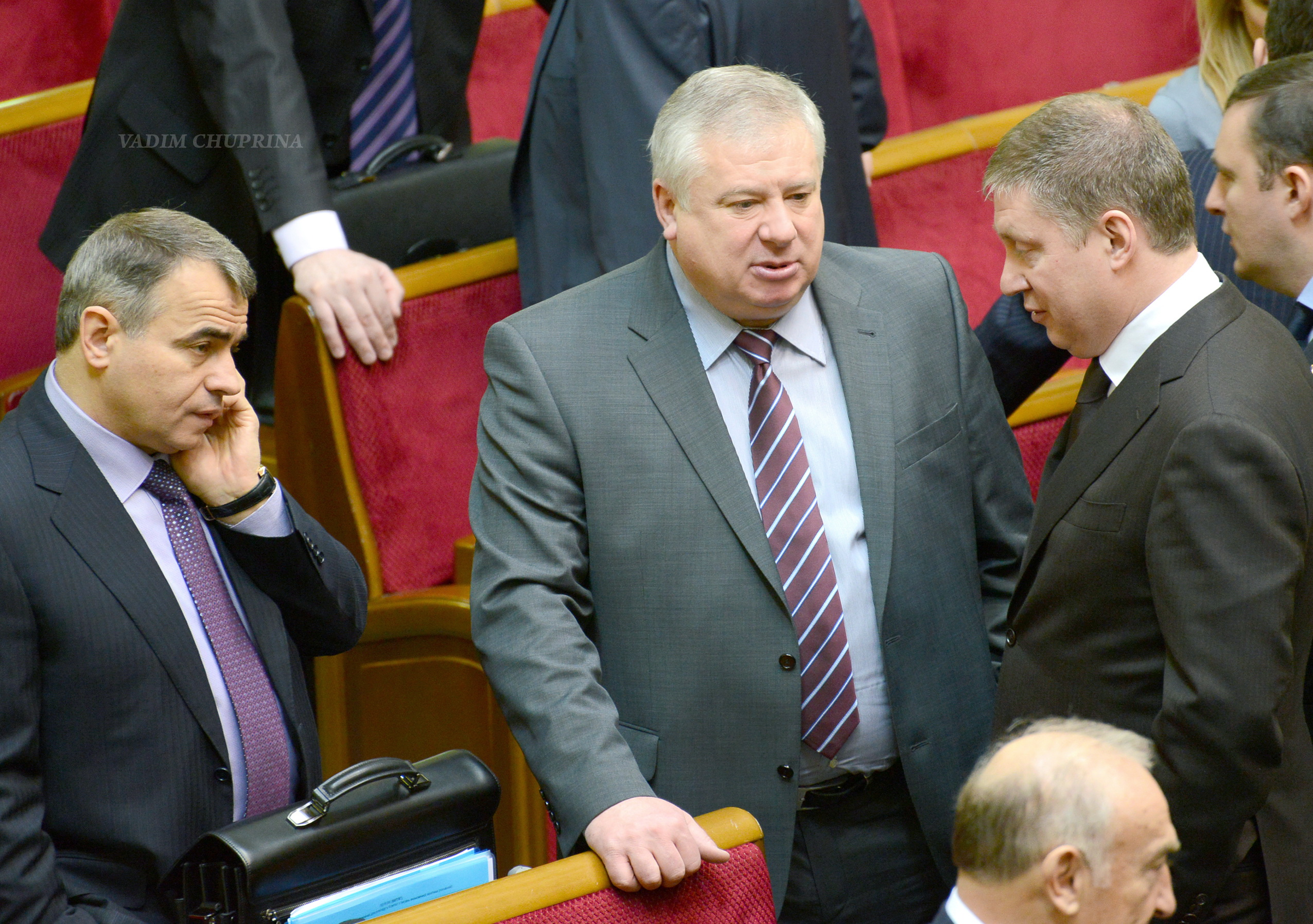
Верховная рада Украины 2013

Среди наиболее значимых результатов деятельности в должности начальника Южной железной дороги — электрификация стратегических магистральных направлений Харьков — Киев и Полтава — Красноград — Лозовая, Харьков — Кременчуг, внедрение новейших технологий, пуск ускоренных поездов, строительство и реконструкция вокзалов. Известный своей деятельностью в сфере энергосбережения и экологии.

## Семья
- Отец Николай Владимирович (1925—1991)
- Мать Анна Ивановна (1927—2006)
- Жена Наталья Васильевна (1955) — инженер
- Дочь Владислава (1976) — экономист
- Дочь Екатерина (1988) — экономист

## Почётные звания, награды, знаки отличия
- Герой Украины с вручением ордена Державы (21 октября 2004) — за выдающийся личный вклад в сооружение объектов транспортной инфраструктуры Украины, обеспечение бесперебойной перевозки грузов и пассажиров железнодорожным транспортом[4].
- Орден князя Ярослава Мудрого V степени (6 июля 2009) — за весомый личный вклад в развитие железнодорожного транспорта Украины, внедрение высокоэффективных форм хозяйствования, многолетний добросовестный труд и по случаю 140-летия Южной железной дороги[5].
- Орден «За заслуги» III степени (31 октября 2003) — за весомый личный вклад в повышение эффективности использования железнодорожного транспорта, обеспечение выполнения заданий по перевозке грузов и пассажиров и по случаю Дня железнодорожника[6].
- Орден Дружбы (29 октября 2010, Россия) — за большой вклад в развитие и укрепление отношений дружбы и сотрудничества между Российской Федерацией и Украиной[7].
- Заслуженный работник транспорта Украины (24 июля 2001) — за весомый личный вклад в повышение эффективности использования железнодорожного транспорта, обеспечение выполнения заданий по перевозке грузов и пассажиров[8].
- Государственная премия Украины в области архитектуры (23 июня 2004) — за комплексную регенерацию историко-архитектурной среды и ансамблей вокзальных комплексов в городе Харькове и Харьковской области[9].
- Грамоты Верховной Рады Украины — 2001, 2004
- Знаки «Почётному железнодорожнику» — 1991, 2007
- Знак «За заслуги. Укрзализныця» II, III степеней — 2012
- Почётный знак «Слобожанская слава» — 2002
- Почётный диплом Организации сотрудничества железных дорог — 2006
- Нагрудный знак «Почётный работник транспорта Украины» — 2007
- Почётная грамота Государственной администрации железнодорожного транспорта Украины — 2007
- Почётная грамота Харьковского городского совета — 2008
- Почётная грамота Совета по железнодорожному транспорту стран-участниц Содружества Независимых Государств — 2006
- Почётный гражданин Харьковской области.
- Почётный гражданин городов Харьков, Чугуев, Люботин, Мерефа, Купянск, Миргород.
- Отличие Министерства обороны Украины — медаль «За содействие Вооружённым Силам Украины» — 2011
- Почётный знак Национального олимпийского комитета Украины за весомый вклад в развитие и пропаганду олимпийского движения — 2015
- Серебряные медали Выставки достижений народного хозяйства СССР — 1985, 1986

## Ордена и награды УПЦ
- Ордена святого равноапостольного князя Владимира ІІ и III степеней — 2001, 2000
- Знак ордена «Святого Дмитрия Солунского» IV степени — 2001
- Знак ордена «Святой князь Владимир» IV степени с присвоением титула «Рыцарь ордена Святой князь Владимир» — 2002
- Юбилейная медаль «Харьковский собор 10 лет» I степени — 2002
- Орден преподобных Антония и Феодосия Печерских II степени — 2003
- Орден «Рождества Христова» II степени — 2003
- Орден преподобного Ильи Муромца I степени — 2007
- Орден святителя Николая Мирликийского 2013
- Орден святого апостола Андрея Первозванного, 2014

## Творческая работа
- Председатель редакционной комиссии книги «Магистраль возрождения».
- В соавторстве написана книга «Энергия. Экология. Будущее», автор ряда научных статей.

## Интересы
Спорт, техническое творчество, украинская народная музыка, в частности, бандурное искусство, история.